# Walstonburg
Walstonburg – miasto w Stanach Zjednoczonych, w stanie Karolina Północna, w hrabstwie Greene.